# Rhinoppia producta
Rhinoppia producta är en kvalsterart som först beskrevs av Iturrondobeitia och Antonio Arillo 1997.  Rhinoppia producta ingår i släktet Rhinoppia och familjen Oppiidae. Inga underarter finns listade i Catalogue of Life.